# Kålsered
Kålsered är en bebyggelse i stadsdelen Björlanda (Björlanda socken) i Göteborgs kommun. Bebyggelsen var av SCB klassad som en separat småort från 2010 till 2020. Vid avgränsningen 2020 klassades den som en del av tätorten Göteborg. 